# Jakob Hubert Blenk

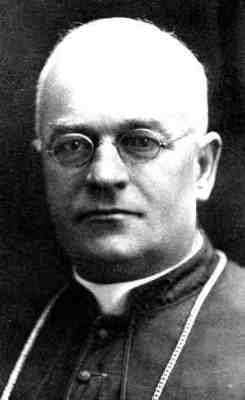
Jakob Hubert Blenk, Erzbischof von New Orleans

Jakob Hubert Blenk SM, auch James Hubert Blenk, (* 6. August 1856 in Edenkoben; † 20. April 1917 in New Orleans) war 1899–1906 Bischof von Puerto Rico  und 1906–1917 Erzbischof von New Orleans.

## Leben

### Lebensweg vor Ernennung zum Bischof
Er war geboren in dem pfälzischen Winzerort Edenkoben, einer Sommerresidenz der Bayerischen Könige, als Sohn protestantischer Eltern. Die Familie übersiedelte bald ins nahe Neustadt und wanderte, als der Junge 10 Jahre alt war, nach New Orleans, USA aus. Schon nach wenigen Wochen starben dort die Eltern und der kleine Jakob Hubert wurde von einer katholischen Familie als Pflegesohn aufgenommen. Er konvertierte mit 12 Jahren zum katholischen Glauben und trat 1878 in die Gemeinschaft der Maristenpatres ein. Am 16. August 1886 erhielt er in Dublin, Irland, die Priesterweihe. Danach unterrichtete er als Professor am ordenseigenen Jefferson College, New Orleans und wurde schließlich Leiter der Hochschule. Dann bestellte man ihn zum Pfarrer der „Holy Name of Mary“-Pfarrei, in Algiers bei New Orleans.

### Bischof und Erzbischof

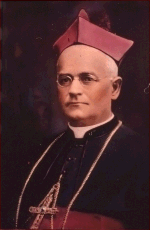
Erzbischof Blenk

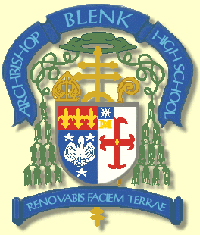
Emblem der nach Erzbischof Blenk benannten High School, in Gretna, Louisiana, mit Blenks Bischofswappen

Am 12. Juni 1899 wurde Blenk zum Bischof von Puerto Rico ernannt. Am 2. Juli desselben Jahres empfing er in New Orleans vom dortigen Erzbischof Placide Louis Chapelle die Bischofsweihe. Mitkonsekratoren waren Weihbischof Gustave Augustin Rouxel aus New Orleans und der Apostolische Vikar der Indianerterritorien, Bischof Theophile Meerschaert.
Von 1899 bis 1906 amtierte der Pfälzer als Bischof von Puerto Rico, bevor er am 20. April 1906 zum Erzbischof von New Orleans ernannt und am 1. Juli gleichen Jahres installiert wurde. Jakob Hubert Blenk war ein eifriger und tatkräftiger Oberhirte. Er engagierte sich – als ehemaliger Lehrer – besonders im Schul- und Erziehungswesen. Der Seelsorge für die farbige, damals noch stark benachteiligte Bevölkerung galt seine besondere Aufmerksamkeit. Er hatte in seiner Diözese sogar eigene Ordenshäuser, die sich nur mit der Betreuung dieser Bevölkerungsgruppe befassten. Erzbischof Blenk kleidete im August 1906 persönlich mehrere farbige Schwestern des „Negerordens“ (so ein damaliger Ausdruck) der Hl. Familie ein, die damals sein Pfälzer Landsmann Prälat Philipp Keller, aus Roxheim betreute.
Erzbischof Jakob Hubert Blenk starb am 20. April 1917 in New Orleans an einem Herzinfarkt. Der Leichenzug von Erzbischof Blenk soll 3 Meilen lang gewesen und aus mehr als 30.000 Trauernden bestanden haben. Er ist in der Kathedrale St. Ludwig von New Orleans beigesetzt.
In Gretna wurde im Gedenken an den Pfälzer Bischof die „Archbishop Blenk High School“ benannt (firmiert seit 2007 mit einem anderen Institut zusammen unter dem Namen "Westbank Catholic High School").
Jakob Hubert Blenk erteilte als Hauptkonsekrator den Bischöfen John William Shaw (1863–1934), Joseph Patrick Lynch (1872–1954), John Edward Gunn S.M. (1863–1924) und John Marie Laval (1854–1937) die Bischofsweihe. John William Shaw wurde sein Nachfolger als Erzbischof von New Orleans.